# José Ferraz Penelas
José Ferraz Penelas (? - València, 26 de gener del 1959) fou un advocat, propietari i polític valencià. Fou alcalde de València de 1915 a 1916 i diputat a Corts Espanyoles pel districte de Xelva a les llistes del Partit Conservador a les eleccions generals espanyoles de 1918, 1919 i 1920. Tingué el títol nobiliari de IV marquès d'Amposta (1956-1959) per la mort del seu titular sense descendència.
Juntament amb José Ferraz Turmo escrigué el llibre Biografia del Exmo.Sr. D. José Ferraz y Cornel (Tipografía La Editorial, 1915).